# Zangilan
Zangilan  ( azeri: Zəngilan) é um dos cinqüenta e nove rayones do Azerbaijão. A capital é a cidade de Zəngilan.
Faz parte da Província de Qashatagh da República de Artsaque desde o fim da guerra do Alto Carabaque, este rayon esta sob o controle das Forças Armadas da Armênia.

## Território e população
Este rayon é possuidor uma superfície de 707 quilômetros quadrados, os quais são o lugar de uma população composta por umas 33.900 pessoas. Por onde, a densidade populacional se eleva a cifra dos 47,9 habitantes por cada quilômetro quadrado deste rayon.

## Economia
A região está dominada pela agricultura. É o tabaco, batatas, frutas e cereais. Também há bodegas e as indústrias lácteas. A linha ferroviária através do distrito, que une Bacu e Naquichevão, se tem de chegar.